# Ynglefugl
Ynglefugle er fugle der yngler i et bestemt område, modsat trækfugle.